# Климакоптера
Климакоптера (лат. Climacoptera) — род травянистых растений семейства Амарантовые (Amaranthaceae), распространённый преимущественно в пустынных, полупустынных и степных областях Восточной Европы, Кавказа, Западной и Центральной Азии.

## Ботаническое описание
Однолетние травянистые растения, до 60—70 см высотой. Побеги с очерёдными или супротивными (кроме самых верхних) ветвями. Листья очерёдные или супротивные (кроме самых верхних), линейные или полувальковатые, мясистые, сидячие, низбегающие или не низбегающие, острые или тупые, иногда с коротким неколючим острием (до 0,8 мм длиной).
Цветки обоеполые, одиночные, очерёдные, в пазухах прицветников, собраны в общие метельчатые колосья. Прицветные листья листовидные, мясистые, от линейных до округлых. Прицветнички травянистые или мясистые, от линейных до округлых. Листочков околоцветника 5, свободные или в основании спаянные, ланцетные, при плодах снаружи развивающие поперечные плёнчатые крылья (красных или жёлтых тонов, при плодоношении коричневых) с многочисленными тесно сближенными жилками, над крыльями большей частью собранные конусом. Тычинок 5; пыльники линейные, на верхушке с придатками с гладкой поверхностью, часто пузыревидно вздутыми и ярко окрашенными (белыми, розовыми или жёлтыми). Завязь с коротким столбиком; рылец 2, шиловидные или нитевидные, от сидячих до почти головчатых, иногда очень короткие. Плоды горизонтальные, реже косые или вертикальные.

## Виды
Род включает 40—45 видов:
- Climacoptera afghanica Botsch.
- Climacoptera amblyostegia (Botsch.) Botsch. — Климакоптера тупоприцветничковая
- Climacoptera aralensis (Iljin) Botsch. — Климакоптера аральская
- Climacoptera botschantzevii U.P.Pratov
- Climacoptera bucharica (Iljin) Botsch. — Климакоптера бухарская
- Climacoptera canescens (Moq.) G.L.Chu
- Climacoptera chorassanica U.P.Pratov
- Climacoptera crassa (M.Bieb.) Botsch. — Климакоптера мясистая, или Климакоптера толстолистная, или Климакоптера толстянковая
- Climacoptera czelekenica U.P.Pratov
- Climacoptera ferganica (Drobow) Botsch. — Климакоптера ферганская
- Climacoptera intricata (Iljin) Botsch. — Климакоптера запутанная
- Climacoptera iranica U.P.Pratov
- Climacoptera iraqensis Botsch.
- Climacoptera kasakorum (Iljin) Botsch. — Климакоптера казахов
- Climacoptera khalisica Botsch.
- Climacoptera korshinskyi (Drobow) Botsch. — Климакоптера Коржинского
- Climacoptera lachnophylla (Iljin) Botsch. — Климакоптера шерстистолистная
- Climacoptera lanata (Pall.) Botsch. typus[1] — Климакоптера шерстистая
- Climacoptera longipistillata Botsch.
- Climacoptera longistylosa (Iljin) Botsch. — Климакоптера длинностолбиковая
- Climacoptera maimanica (Freitag) Akhani
- Climacoptera malyginii (Korovin ex Botsch.) Botsch. — Климакоптера Малыгина
- Climacoptera merkulowiczii (Zakirov) Botsch. — Климакоптера Меркуловича
- Climacoptera minkvitziae (Korovin) Botsch. — Климакоптера Минквиц
- Climacoptera narynensis U.P.Pratov
- Climacoptera obtusifolia (Schrenk) Botsch. — Климакоптера туполистная
- Climacoptera olgae (Iljin) Botsch. — Климакоптера Ольги
- Climacoptera oxyphylla U.P.Pratov
- Climacoptera pjataevae U.P.Pratov
- Climacoptera ptiloptera U.P.Pratov
- Climacoptera subcrassa (Popov) Botsch. — Климакоптера толстоватая
- Climacoptera sukaczevii Botsch. — Климакоптера Сукачёва
- Climacoptera susamyrica U.P.Pratov
- Climacoptera transoxana (Iljin) Botsch. — Климакоптера заамударьинская
- Climacoptera turcomanica (Litv.) Botsch. — Климакоптера туркменская
- Climacoptera turgaica (Iljin) Botsch. — Климакоптера тургайская
- Climacoptera tyshchenkoi U.P.Pratov
- Climacoptera ustjurtensis U.P.Pratov
- Climacoptera vachschi Kinzik. & U.P.Pratov
- Climacoptera zenobiae (Mouterde) Botsch.

Часть видов выделены в род Pyankovia Akhani & Roalson.